# Королево (Крупський район)
Королево (біл. вёска Каралёва) — село в складі Крупського району Мінської області, Білорусь. Село підпорядковане Ігрушківській сільській раді, розташоване в східній частині області.